# Canton de Beaumont-de-Lomagne
Pour les articles homonymes, voir Canton de Beaumont.
Le canton de Beaumont-de-Lomagne est une circonscription électorale française du département de Tarn-et-Garonne et de la région Occitanie.

## Histoire
À la suite du redécoupage cantonal de 2014, les limites territoriales du canton sont remaniées. Le nombre de communes du canton passe de 18 à 32.

## Représentation

### Conseillers d'arrondissement (de 1833 à 1940)
Le canton de Beaumont-de-Lomagne avait deux conseillers d'arrondissement.
Il appartenait à l'arrondissement de Castelsarrasin.
| Période                                  | Période      | Identité                         | Étiquette   | Qualité |
| ---------------------------------------- | ------------ | -------------------------------- | ----------- | --- |
| 1833                                     | 1836 (décès) | Jean Vincent Roujean (1787-1836) |             | Juge de paix à Beaumont-de-Lomagne                                                                          |
| 1833                                     | 1848         | Bernard Guitard (1796-1861)      |             | Notaire et avocat à Beaumont-de-Lomagne                                                                     |
| 1839                                     | 1845         | Georges Louis Dubor (1797-1871)  |             | Notaire à Beaumont-de-Lomagne                                                                               |
| 1845                                     | 1848         | Eugène Soubies                   |             | Avocat à Beaumont-de-Lomagne                                                                                |
|                                          |              |                                  |             | |
| 1883                                     | 1895         | Edmond Delibes                   | Républicain | Notaire à Beaumont-de-Lomagne                                                                               |
| 1889                                     | 1895         | Antoine Dubernard                | Républicain | Maire de Sérignac                                                                                           |
| 1895                                     |              | Nicolas Barthélemy Lemaistre     | Radical     | Maire d'Escazeaux                                                                                           |
| 1895                                     |              | Jean Bedouch                     | Radical     | Maire de Beaumont-de-Lomagne (1896-1912)                                                                    |
|                                          |              |                                  |             | |
| 1913                                     | 1940         | Jean-Marie Tougé                 | Radical     | Agriculteur, conseiller municipal de Beaumont-de-Lomagne                                                    |
| 1940                                     |              |                                  |             | Les conseils d'arrondissement ont été suspendus par la loi du 12 octobre 1940 et n'ont jamais été réactivés |
| Les données manquantes sont à compléter. |              |                                  |             | |

### Conseillers généraux de 1833 à 2015
| Période                                  | Période | Identité                             | Étiquette      | Qualité |
| ---------------------------------------- | ------- | ------------------------------------ | -------------- | --- |
| 1833                                     | 1836    | Antoine Godin                        |                | Propriétaire, maire d'Escazeaux (1840-1846) |
| 1836                                     | 1848    | Louis Laborde de Cadeillan           |                | Avocat, propriétaire à Fajolles, maire de Beaumont-de-Lomagne |
| 1848                                     | 1862    | Louis Laborde                        |                | Avocat, maire de Beaumont-de-Lomagne (1849-1862) |
| 1862                                     | 1880    | Louis Antoine Laborde de Cadeillan   | Droite         | Avocat Maire de Beaumont-de-Lomagne (1873-1875) |
| 1880                                     | 1883    | Louis Claude de Saulces de Freycinet | Républicain    | Sénateur de la Seine (1876-1920) Ministre (1877-1879) Président du Conseil (1879-1880, 1882, 1886, 1890-1892)                                                               |
| 1883                                     | 1898    | Georges Rivière                      | Républicain    | Adjoint au maire de Beaumont-de-Lomagne |
| 1898                                     | 1919    | Albert Soubies                       | Républicain    | Critique musical, Paris |
| 1919                                     | 1925    | Gabriel Laborie                      | Rad.           | Docteur en médecine à Beaumont-de-Lomagne |
| 1925                                     | 1940    | Marc Frayssinet                      | PRS            | Avocat puis magistrat - Ancien député (1910-1914) Maire de Beaumont-de-Lomagne (1912-1921 et 1940-1944) Nommé membre de la Commission administrative départementale en 1941 |
|                                          |         |                                      |                | |
| 1945                                     | 1949    | Jean-Marie Tougé (1886-1962)         | Rad.           | Agriculteur à Beaumont-de-Lomagne Ancien conseiller d'arrondissement |
| 1949                                     | 1967    | Camille Bégué                        | UNR puis UD-Ve | Professeur agrégé - Député (1958-1962) Maire de Larrazet (1945-1980) |
| 1967                                     | 1992    | Henri Fontagnère                     | SFIO puis PS   | Maire de Gimat |
| 1992                                     | 1998    | Guy Doumayrou                        | RPR            | Chef d'entreprise à Castres |
| 1998                                     | 2004    | Faustin Llido                        | RPR puis UMP   | Médecin Maire de Beaumont-de-Lomagne (2001-2008) |
| 2004                                     | 2011    | Odé Guirbal                          | PS             | Fonctionnaire Maire d'Esparsac (1989-2020) |
| 2011                                     | 2015    | Jean-Luc Deprince                    | PRG            | Agriculteur Maire de Beaumont-de-Lomagne depuis 2008 |
| Les données manquantes sont à compléter. |         |                                      |                | |

### Conseillers départementaux à partir de 2015
| Période élective | Période élective | Mandat | Mandat   | Identité          | Nuance | Nuance | Qualité                                                                                        |
| ---------------- | ---------------- | ------ | -------- | ----------------- | ------ | ------ | ---------------------------------------------------------------------------------------------- |
| 2015             | 2021             | 2015   | 2021     | Francine Debiais  |        | PRG    | Conseil juridique en entreprise retraitée, conseillère municipale de Saint-Porquier            |
| 2015             | 2021             | 2015   | 2021     | Jean-Luc Deprince |        | PRG    | Agriculteur, maire de Beaumont-de-Lomagne                                                      |
| 2021             | 2028             | 2021   | en cours | Jean-Luc Deprince |        | PRG    | Conseiller sortant, maire de Beaumont-de-Lomagne, 2ème Vice-Président du conseil départemental |
| 2021             | 2028             | 2021   | en cours | Anne Ius          |        | DVG    | Agent territorial à Montauban, Bourret                                                         |

### Résultats détaillés

#### Élections de mars 2015
À l'issue du 1er tour des élections départementales de 2015, trois binômes sont en ballottage : Béatrice Arbus et Alain Leveque (FN, 26,9 %), Francine Debiais et Jean-Luc Deprince (PRG, 24,56 %) et Nathalie Ardiot et Jean-Louis Dupont (Union de la Droite, 22,48 %). Le taux de participation est de 62,91 % (6 019 votants sur 9 568 inscrits) contre 58,89 % au niveau départemental et 50,17 % au niveau national.
Au second tour, Francine Debiais et Jean-Luc Deprince (PRG) sont élus avec 38,41 % des suffrages exprimés et un taux de participation de 66,5 % (2 327 voix pour 6 363 votants et 9 568 inscrits).

#### Élections de juin 2021
Le premier tour des élections départementales de 2021 est marqué par un très faible taux de participation (33,26 % au niveau national). Dans le canton de Beaumont-de-Lomagne, ce taux de participation est de 47,2 % (4 728 votants sur 10 017 inscrits) contre 40,22 % au niveau départemental. À l'issue de ce premier tour, trois binômes sont en ballottage : Jean-Luc Deprince et Anne Ius (Union à gauche, 37,08 %), Michel Cornille et Jacqueline Tonin (DVD, 33,18 %) et Jean-Louis Dupont et Dominique Salomon (UG, 29,74 %).
Le second tour des élections est marqué une nouvelle fois par une abstention massive équivalente au premier tour. Les taux de participation sont de 34,36 % au niveau national, 41,75 % dans le département et 49,15 % dans le canton de Beaumont-de-Lomagne. Jean-Luc Deprince et Anne Ius (Union à gauche) sont élus avec 50,18 % des suffrages exprimés (2 230 voix pour 4 925 votants et 10 020 inscrits),,. 

## Composition

### Composition avant 2015

Situation du canton de Beaumont-de-Lomagne dans le département de Tarn-et-Garonne avant 2015.

Le canton de Beaumont-de-Lomagne était composé de 18 communes.
| Nom                             | Code Insee | Codepostal | Superficie (km2) | Population (dernière pop. légale) | Densité (hab./km2) |
| ------------------------------- | ---------- | ---------- | ---------------- | --------------------------------- | ------------------ |
| Beaumont-de-Lomagne (chef-lieu) | 82013      | 82500      | 46,16            | 3 797 (2012)                      | 82                 |
| Auterive                        | 82006      | 82500      | 3,68             | 63 (2012)                         | 17                 |
| Belbèze-en-Lomagne              | 82015      | 82500      | 3,65             | 141 (2012)                        | 39                 |
| Le Causé                        | 82036      | 82500      | 9,32             | 135 (2012)                        | 14                 |
| Cumont                          | 82047      | 82500      | 7,35             | 54 (2012)                         | 7,3                |
| Escazeaux                       | 82053      | 82500      | 16,05            | 284 (2012)                        | 18                 |
| Esparsac                        | 82055      | 82500      | 17,44            | 241 (2012)                        | 14                 |
| Faudoas                         | 82059      | 82500      | 18,95            | 294 (2012)                        | 16                 |
| Gariès                          | 82064      | 82500      | 14,15            | 109 (2012)                        | 7,7                |
| Gimat                           | 82068      | 82500      | 10,10            | 200 (2012)                        | 20                 |
| Glatens                         | 82070      | 82500      | 2,31             | 72 (2012)                         | 31                 |
| Goas                            | 82071      | 82500      | 2,69             | 42 (2012)                         | 16                 |
| Lamothe-Cumont                  | 82091      | 82500      | 5,35             | 119 (2012)                        | 22                 |
| Larrazet                        | 82093      | 82500      | 14,91            | 649 (2012)                        | 44                 |
| Marignac                        | 82103      | 82500      | 5,07             | 113 (2012)                        | 22                 |
| Maubec                          | 82106      | 82500      | 12,73            | 147 (2012)                        | 12                 |
| Sérignac                        | 82180      | 82500      | 32,43            | 480 (2012)                        | 15                 |
| Vigueron                        | 82193      | 82500      | 6,33             | 136 (2012)                        | 21                 |

### Composition depuis 2015
Le canton de Beaumont-de-Lomagne comprend désormais 32 communes.
| Nom                                         | Code Insee | Intercommunalité                    | Superficie (km2) | Population (dernière pop. légale) | Densité (hab./km2) | Modifier                                    |
| ------------------------------------------- | ---------- | ----------------------------------- | ---------------- | --------------------------------- | ------------------ | ------------------------------------------- |
| Beaumont-de-Lomagne (bureau centralisateur) | 82013      | CC de la Lomagne Tarn-et-Garonnaise | 46,16            | 3 754 (2022)                      | 81                 | modifier les données · modifier les données |
| Angeville                                   | 82003      | CC Terres des Confluences           | 8,33             | 238 (2022)                        | 29                 | modifier les données · modifier les données |
| Auterive                                    | 82006      | CC de la Lomagne Tarn-et-Garonnaise | 3,68             | 65 (2022)                         | 18                 | modifier les données · modifier les données |
| Belbèze-en-Lomagne                          | 82015      | CC de la Lomagne Tarn-et-Garonnaise | 3,65             | 168 (2022)                        | 46                 | modifier les données · modifier les données |
| Bourret                                     | 82023      | CC Grand Sud Tarn-et-Garonne        | 16,48            | 974 (2022)                        | 59                 | modifier les données · modifier les données |
| Castelferrus                                | 82030      | CC Terres des Confluences           | 8,39             | 490 (2022)                        | 58                 | modifier les données · modifier les données |
| Le Causé                                    | 82036      | CC de la Lomagne Tarn-et-Garonnaise | 9,32             | 131 (2022)                        | 14                 | modifier les données · modifier les données |
| Comberouger                                 | 82043      | CC Grand Sud Tarn-et-Garonne        | 12,22            | 268 (2022)                        | 22                 | modifier les données · modifier les données |
| Cordes-Tolosannes                           | 82045      | CC Terres des Confluences           | 15,77            | 359 (2022)                        | 23                 | modifier les données · modifier les données |
| Coutures                                    | 82046      | CC Terres des Confluences           | 6,90             | 108 (2022)                        | 16                 | modifier les données · modifier les données |
| Cumont                                      | 82047      | CC de la Lomagne Tarn-et-Garonnaise | 7,35             | 51 (2022)                         | 6,9                | modifier les données · modifier les données |
| Escatalens                                  | 82052      | CA Grand Montauban                  | 17,99            | 1 139 (2022)                      | 63                 | modifier les données · modifier les données |
| Escazeaux                                   | 82053      | CC de la Lomagne Tarn-et-Garonnaise | 16,05            | 289 (2022)                        | 18                 | modifier les données · modifier les données |
| Esparsac                                    | 82055      | CC de la Lomagne Tarn-et-Garonnaise | 17,44            | 254 (2022)                        | 15                 | modifier les données · modifier les données |
| Fajolles                                    | 82058      | CC Terres des Confluences           | 9,32             | 109 (2022)                        | 12                 | modifier les données · modifier les données |
| Faudoas                                     | 82059      | CC de la Lomagne Tarn-et-Garonnaise | 18,95            | 292 (2022)                        | 15                 | modifier les données · modifier les données |
| Garganvillar                                | 82063      | CC Terres des Confluences           | 22,34            | 677 (2022)                        | 30                 | modifier les données · modifier les données |
| Gariès                                      | 82064      | CC de la Lomagne Tarn-et-Garonnaise | 14,15            | 128 (2022)                        | 9,0                | modifier les données · modifier les données |
| Gimat                                       | 82068      | CC de la Lomagne Tarn-et-Garonnaise | 10,10            | 231 (2022)                        | 23                 | modifier les données · modifier les données |
| Glatens                                     | 82070      | CC de la Lomagne Tarn-et-Garonnaise | 2,31             | 68 (2022)                         | 29                 | modifier les données · modifier les données |
| Goas                                        | 82071      | CC de la Lomagne Tarn-et-Garonnaise | 2,69             | 37 (2022)                         | 14                 | modifier les données · modifier les données |
| Labourgade                                  | 82081      | CC Terres des Confluences           | 5,49             | 162 (2022)                        | 30                 | modifier les données · modifier les données |
| Lafitte                                     | 82086      | CC Terres des Confluences           | 4,74             | 235 (2022)                        | 50                 | modifier les données · modifier les données |
| Lamothe-Cumont                              | 82091      | CC de la Lomagne Tarn-et-Garonnaise | 5,35             | 126 (2022)                        | 24                 | modifier les données · modifier les données |
| Larrazet                                    | 82093      | CC de la Lomagne Tarn-et-Garonnaise | 14,91            | 686 (2022)                        | 46                 | modifier les données · modifier les données |
| Marignac                                    | 82103      | CC de la Lomagne Tarn-et-Garonnaise | 5,07             | 102 (2022)                        | 20                 | modifier les données · modifier les données |
| Maubec                                      | 82106      | CC de la Lomagne Tarn-et-Garonnaise | 12,73            | 152 (2022)                        | 12                 | modifier les données · modifier les données |
| Montaïn                                     | 82118      | CC Terres des Confluences           | 4,04             | 92 (2022)                         | 23                 | modifier les données · modifier les données |
| Saint-Arroumex                              | 82156      | CC Terres des Confluences           | 9,63             | 145 (2022)                        | 15                 | modifier les données · modifier les données |
| Saint-Porquier                              | 82171      | CC Terres des Confluences           | 15,70            | 1 340 (2022)                      | 85                 | modifier les données · modifier les données |
| Sérignac                                    | 82180      | CC de la Lomagne Tarn-et-Garonnaise | 32,43            | 521 (2022)                        | 16                 | modifier les données · modifier les données |
| Vigueron                                    | 82193      | CC de la Lomagne Tarn-et-Garonnaise | 6,33             | 120 (2022)                        | 19                 | modifier les données · modifier les données |
| Canton de Beaumont-de-Lomagne               | 8202       |                                     | 386,01           | 13 511 (2022)                     | 35                 | modifier les données                        |

## Démographie

### Démographie avant 2015
| 1962  | 1968  | 1975  | 1982  | 1990  | 1999  | 2006  | 2011  | 2012  |
| ----- | ----- | ----- | ----- | ----- | ----- | ----- | ----- | ----- |
| 7 238 | 6 922 | 6 705 | 6 539 | 6 276 | 6 570 | 6 778 | 7 135 | 7 076 |

### Démographie depuis 2015
En 2022, le canton comptait 13 511 habitants, en évolution de +0,57 % par rapport à 2016 (Tarn-et-Garonne : +3,12 %, France hors Mayotte : +2,11 %).
| 2013   | 2018   | 2022   |
| ------ | ------ | ------ |
| 13 204 | 13 552 | 13 511 |